# Guillermo I de Besalú
Guillermo I de Besalú "El Gordo" (? - 1052), fue conde de Besalú y de Ripoll. Bajo su gobierno, comenzó a disminuir la influencia del condado de Besalú.

## Orígenes familiares
Hijo del conde Bernardo Tallaferro y de su esposa, Toda de Provenza, heredó los condados de Besalú y de Ripoll después de la muerte de su padre en el año 1020. En documentos anteriores a la muerte de Bernardo I, como la donación de una propiedad a la Iglesia de Santa María del Castillo de Besalú, en el 1018, aparece su nombre conjuntamente con el de su padre, indicando que ya ejercía ciertas funciones condales.

## Vida política
Guillermo I fue el principal promotor de la construcción del Castillo de Besalú, el cual fue convertido en palacio hacia el año 1029. En el año 1023 tuvo diferencias con su pariente Berenguer Ramón I de Barcelona y también con Hugo de Ampúrias, que fueron resueltas por la intervención del Abad Oliva.

## Conflictos con la Iglesia
Guillermo I fue un conde que gobernó sin escrúpulos y tuvo diferentes conflictos con la Iglesia. A pesar de ello, asistió a la consagración del Monasterio de San Pedro de Rodas en el año 1022 y a la cuarta consagración del Monasterio de Santa María de Ripoll en el año 1032, e hizo muchas donaciones a las iglesias de su condado. Fue excomulgado por haber regalado el Monasterio de San Martín de Les a su hermano Wifredo, obispo de Carcassona. Su hermano le levantó la excomunión en el año 1041 y éste reedificó su iglesia, que fue consagrada en el año 1045, con la asistencia del Abad Oliva y de los Obispos de Elna, Carcasona, Besiers, Urgel, Gerona y Corserans. En la primavera del año 1043 se convocó una asamblea conciliar en Narbona con el objetivo de castigar la depredación llevada a cabo por Guillermo I  y otros señores feudales de los bienes que el Monasterio de Cuixà tenía en los condados de Fenollet y del Rosellón, y que hacían infructuoso el dominio del monasterio. En el concilio participaron los obispos Pedro de Gerona, Wifredo de Carcasona, Guislaberto de Barcelona, Guillermo de Urgel, Bernardo de Coserans, Bernardo de Besiers, Oliva de Osona y el arzobispo metropolitano Wifredo. En la reunión pactaron la excomunión de los culpables con excepción del conde Guillermo I de Besalú, de su hijo y del Conde Ramón de Cerdaña, con sus hermanos y hijos, ya que se los consideró indignos de éste castigo ya que siempre habían sido patrones y defensores del cenobio.

## Nupcias y descendientes
Se casó en el año 1020 con Adelaida de Provenza, con la cual tuvo dos hijos:
- Guillermo II de Besalú.
- Bernardo II de Besalú.
- Adelaida de Besalú que caso con Armengol III de Urgel